# Кумандинское наречие
Кумандинское наречие, кумандинский язык — отдельный тюркский язык кумандинцев либо одно из двух (или трёх) наречий, составляющих северноалтайский язык. Варианты самоназвания: къуманды / къубанды / къуўанды / къувандыг.
Традиционно кумандинское наречие считалось диалектом алтайского языка. Согласно новейшим классификациям тюркских языков южно- и северноалтайский языки являются двумя разными языками, и оно относится ко второму, наряду с челканским. Ситуацию усложняет то, что и кумандинский, и челканский по отдельности официально признаны отдельными языками малочисленных народов России и для них разрабатывают отдельные учебные программы.
По данным переписи 2010 года в России лишь 738 человек заявили, что говорят по-кумандински и 3 114 чел. назвали себя кумандинцами.. По переписи 1897 года этнических кумандинцев насчитывалось 4092 чел., в 1926 году — 6334, в последующих переписях они учитывались в составе алтайцев. По оценкам, сейчас число говорящих по-кумандински может достигать 8 тысяч, остальные назвали свой язык алтайским.
Кумандинское наречие распространено в среднем течении реки Бия.

## Письменность
В начале 1930-х годов была предпринята попытка обучения кумандинцев на родном языке. В 1933 году был издан «Куманды-буквар» на латинице под редакцией Н. А. Каланакова и К. И. Филатова. Однако на этом дело остановилось. С тех пор преподавание в школах ведётся на русском языке, в качестве предмета преподаётся алтайский литературный язык, основанный на собственно алтайском наречии южноалтайского языка. То есть фактически он является иностранным для кумандинских детей.
Кумандиский алфавит 1933 года:
| A a | B ʙ | C c | D d | E e | F f | G g | I i |
| J j | K k | L l | M m | N n | Ꞑ ꞑ | O o | Ө ө |
| P p | R r | S s | Ş ş | T t | U u | V v | X x |
| Y y | Z z | Ƶ ƶ | Ь ь |     |     |     |     |

Современный кумандинский алфавит
| А а | Аа аа | Б б   | В в   | Г г   | Ғ ғ | Ҕ ҕ   | Д д | Е е | Ее ее |
| Ё ё | Ж ж   | З з   | И и   | Ии ии | Й й | К к   | Қ қ | Л л | М м   |
| Н н | Њ њ   | Ң ң   | О о   | Оо оо | Ö ö | Ӧӧ ӧӧ | П п | Р р | С с   |
| Т т | У у   | Уу уу | Ӱ ӱ   | Ӱӱ ӱӱ | Ф ф | Х х   | Ц ц | Ч ч | Ш ш   |
| Щ щ | Ъ ъ   | Ы ы   | Ыы ыы | Ь ь   | Э э | Ээ ээ | Ю ю | Я я |       |

В последние годы вновь появилось движение за преподавание самого кумандинского. В настоящее время факультативное преподавание кумандинского языка ведется в школах № 15 и № 31 города Бийска. Разработаны программа обучения и учебные пособия, а также в 2005 году для детей издана азбука кумандинского языка «Азбука кумандан». Кроме словарного материала по основным темам в азбуку включены пословицы, поговорки, загадки. Однако несмотря на это, дети и молодёжь практически не владеет кумандинским языком.